# 鯨魚座矮星系
鯨魚座矮星系是一個矮橢球星系距離地球約246萬光年遠，它是本星系團的成員之一。而目前在鯨魚座矮星系裡較明亮恆星都是紅巨星。 

## 發現
鯨魚座矮星系是在1999年由愛倫·懷廷發現，而之後天文學家麥克·歐溫和喬治·候發現它是本星系團的一個成員